# 无限倒退

无限倒退的命题排列

无限倒退（英語：Infinite Regress），是一种遵循递归原则而产生的无限递归所造成的恶性逻辑现象。无限倒退通常由一组无限的，受递归原则支配的实体或对象所组成的序列构成，在这样的序列中，每一个实体或对象均根据递归原则以前一位的实体为条件或因为前一位实体的存在而产生，并无限向后一位衍生，往复该过程。
举例而言，在认识论倒退中，一个信念之所以合理，是因为它基于另一个合理的信念。但是，这个其他信念本身也需要另一个合理的信念来使其合理，如此继续下去，便产生了一种无限倒退。根据无限倒退这一概念所产的无限倒退论证（英語：Infinite regress argument），一般被视作反对论证，是一种反对某种理论基于其可能在事实上产生无限倒退这一逻辑现象的论证。假若想让一个无限倒退论证成立，不仅需要证明其对象理论具有无限倒退的现象，同时需要证明对象理论具有某种程度上是逻辑恶性的（Vicious）。在哲学或逻辑学当中，存在诸多方法可以将一种倒退现象视作恶性的，最为严重的恶性形式通常涉及某种形而上学不可能性。
在哲学与逻辑学传统上，如果一个论证或一个理论产生无限倒退时，通常该理论会在未有过多证明的情况下被假定为具有某种程度的逻辑恶性，然而这一假设在当代哲学中受到了质疑。一些哲学家明确为包含无限倒退的理论辩护，然而一般而言，更为常见的策略是重新表述该理论以避免倒退或者构造一种哲学立场使得人们可以以理性的态度接受这样的倒退现象存在。主要的两种策略分别是基础主义与融贯主义，基础主义强调在无限倒退序列中的至少存在一个元素或实体，其信念不需要依靠其他信念或其他元素来证成，也即存在一个基础的元素，通过该种方式来终止倒退；融贯主义则强调在无限倒退序列中存在一种序列之上的超结构，该结构可以使得序列中的所有元素或实体以某种方式相互支持，从而产生信念供给的循环，进而将倒退转化为一种在结构中相互证成的现象。
在哲学中，近乎各个领域都可以找到无限倒退现象。其中比较著名的例子有宇宙论证和布拉德利倒退。

## 定义
无限倒退是由递归原则支配的一种由无限个实体或对象构成的序列，这种递归原则决定了序列中每个实体或对象如何依赖或因其前一个实体或对象而产生，并进而延伸至无限。
无限倒退的递归原则通常可以用以下形式表达：
- {\displaystyle X} 之所以是 {\displaystyle F}，是因为 {\displaystyle X} 与 {\displaystyle Y} 存在关系 {\displaystyle R}，而 {\displaystyle Y} 是 {\displaystyle F}。
- {\displaystyle X} 和 {\displaystyle Y} 代表对象或实体（即序列中连续的两个不同对象），{\displaystyle R} 代表一种关系（即递归原则），{\displaystyle F} 代表广义上的属性（即同属一个无限倒退的序列，且均受到递归原则约束）[1][2]；
  - 例如，在认识论的倒退中：一个信念（{\displaystyle X}）之所以合理，是因为它基于另一个合理的信念（{\displaystyle Y}）。但这个信念本身也需要另一个合理的信念来使其合理（{\displaystyle R}），如此往复。[3]
  - 又例如，在宇宙论论证中：一个事件（{\displaystyle X}）发生是因为它由之前发生的另一个事件（{\displaystyle Y}）引起，而这个事件本身也是由之前的事件引起的（{\displaystyle R}），如此往复。
- 然而，先前的形式并不充分：因为如果没有一个 {\displaystyle X} 是 {\displaystyle F}，则倒退就不能够发生[4]；
- 因此，无限倒退需要一个附加的触发条件，即：必须先存在一个 {\displaystyle X} 是 {\displaystyle F} 的事实才能够诱发倒退；
- 但是，根据递归原则，只有在存在一个也属于 {\displaystyle F} 的 {\displaystyle Y} 时，{\displaystyle X} 才可能成立。但为了解释 {\displaystyle Y} 是 {\displaystyle F} 的事实，我们需要假设一个也是 {\displaystyle F} 的 {\displaystyle Z}，如此继续下去。一旦无限倒退开始，就无法停止，因为每一步验证先前或之后对象或实体的步骤都需要引入一个新对象或实体来使前一步成为可能[1]。

基于无限倒退现象所产生的无限倒退论证是一种反对某种理论的论证，基于该理论导致无限倒退的现象。为了使这种论证成功，它不仅必须证明所讨论的理论会导致无限倒退，还必须证明这种倒退是逻辑恶性的。无限倒退的存在本身并不能证明任何事情。因此，除了将理论与递归原则和触发条件联系起来以外，论证还必须表明由此产生的倒退是如何恶性的。例如，认识论中的一种证据主义形式认为，一个信念只有基于另一个合理的信念才是合理的。反对该理论者可以使用无限倒退论证，通过证明（1）该理论导致无限倒退（例如，指出递归原则和触发条件）以及（2）这种无限倒退是恶性的（例如，通过表明鉴于人类心智的局限性，这是不可信的）。在这个例子中，论证具有否定形式，因为它只是否认另一理论的有效性。然而同时，无限倒退论证也可以被用于支持某个理论，比如通过提出某个理论的其他替代方案均涉及恶性倒退的反证来进行支持，一个例子是在宇宙论证中，理论为论述上帝存在，其声称假定上帝的存在是必要的，否则将会导致因果关系的无限倒退。

## 逻辑恶性
无限倒退论证需要成功的必要条件之一是判定其所涉及的理论是否在倒退上存在逻辑恶性。非逻辑恶性的倒退一般被称为良性或无害的倒退。传统意义上，通常在没有过多论证的情况下，哲学家或逻辑学们一般假定每个无限倒退都是恶性的。然而该观点在当代哲学中受到了质疑。在大多数情况下，一个无限倒退是否恶性往往是自明的。然而存在一些例外可以证明并非全部无限倒退都是具有恶性的，比如：
- 如果命题 “{\displaystyle P}” 是真的；
- 那么命题 “{\displaystyle P_{2}}：{\displaystyle P}是真的” 这个命题也是真的；
- 如此往复。

无限倒退所导致的问题主要涉及在具体对象构成时的逻辑恶性显现，但同时，在涉及抽象对象时，即那些具体对象的构成基本上形同一致且在宏观层面不存在可能性改变任意具体对象性质的对象，则一般不会被认为构成任何问题。例如，在真理倒退（Truth-Regress）中，无限倒退往往只会导致无限多的真命题，这并不会产生任何逻辑恶性或无限倒退问题，尽管其本身具有无限倒退的现象。又比如在皮亚诺公理中后继数 {\displaystyle a'} 的设定所暗示之无限多的自然数的存在，也不会导致任何问题。
而关于逻辑恶性本身，其形式存在诸多可能。一般而言，最严重的逻辑恶性类型涉及形而上学不可能性的矛盾。其他类型则发生在无限倒退导致所受讨论的理论处于不可信或无法解决其最初设定要解决的问题时。关于逻辑恶性的产生范围，在由良性倒退转变为恶性倒退的情况下，无限倒退的恶性可以是局部的，即无限倒退仅在某些理论结合其他假设时引发逻辑恶性；但同时，也存在全局性恶性产生的情况，例如，一个本来是良性的倒退，对于一个假设有限领域的理论来说是全局性恶性的。此外，在某些情况下，无限倒退本身可能并不是问题的根源，而只是表明存在的潜在问题。

### 形而上学不可能性
涉及形而上学不可能（英語：Metaphyscial Impossibility）的无限倒退一般被认为是最为严重的逻辑恶性类型。该类型指那些涉及在形而上学层面（换言之最为根本的层面上）存在逻辑矛盾或逻辑不可知性的无限倒退。通常用以证成其逻辑恶性的最简单方法便是接受无限在事实上或现实中不可能存在的假设，从而导致直接矛盾。对于形而上学不可能性的反对立场一般并非反对无限倒退本身，而是进一步反对无限的现实存在。因此，反驳形而上学不可能性的人可以通过直接否认对现实无限的全面禁止的方法来进行反驳。例如，部分哲学家认为只有某些类型的无限在现实意义上的存在是问题，比如无限的强度大小（例如无限的能量密度）这类涉及物理局限性的概念。然而对于其他类型的无限，如无限基数或无限广度的大小（例如宇宙历史的持续时间），从形而上学的角度来看是没有任何问题的。虽然有些恶性实例是由于形而上学不可能性引起的，但大多数恶性倒退是由于其他原因而存在问题。

### 不可信性
一种更为常见的逻辑恶性形式源于无限倒退的不可信性（英語：Implausibility）。这种形式通常适用于有关人类行为、状态或能力的理论。该种形式的逻辑恶性被认为比形而上学不可能性要弱，因为其允许问题所涉及的无限倒退在形而上学层面是可能的，只是否认这种无限倒退在现实中存在。例如，证成信念（Justified Beliefs）可以存在，但当且仅当人类可以拥有无限多的信念去支持这些证成信念。但是，因为任意一个人类或主体因为其自身心智的局限性在现实中不可能拥有无限多的信念，因而证成信念存在这个命题是不可信的。然而这个命题在形而上学层面并非不可能，因为命题并没有构建任何逻辑矛盾，只是提出了一种基于无限的可能性假设。

### 失败解释
另一种逻辑恶性的形式不存在于无限倒退本身，而是因为其与理论解释目标的关系所产生。理论（一般而言即哲学理论）通常是为了解决特定的问题而提出的，例如回答为什么特定类型的实体存在这样的问题。如果答案已经预设立场并假设了其本应应当解释的问题，那么我们便可以认为这属于失败解释（英語：Failure to Explain）意义上的逻辑恶性。该类型的恶性类似于非形式谬误中的乞题，也即在论证时将不该被视作理所当然的命题预设为理所当然。
例如，在一些神话世界观中存在这样一种设定，为了解释为什么地球看起来是静止不动而非下坠的，人们提出了这样一种观点，即世界在一只巨大的乌龟的背上，这种乌龟被称作世界龟，而为了解释为什么这只乌龟本身不会自由落体，人们接着假设了一只更大的乌龟驮着这一只乌龟，以此类推，结果整个世界都是被一个一个乌龟的堆积下所承托的，故而产生无限倒退。尽管该理论与现代物理学相悖，并且由于其本体论上存在冗余可能有违奥卡姆剃刀原则，然而因为可能性或者说假设的空间是无限的，因而这一理论从形而上学的角度上看似乎是可能的。
评估一个无限倒退是否具有失败解释的逻辑恶性时，最为常见的方法是区分局部解释和全局解释。局部解释仅关心通过引入另一个事物来解释为什么一个事物具有某种特性，而不试图解释这个另一个事物。而全局解释则则试图解释为什么有任何事物均具有这种特性。因此，作为局部解释，世界龟理论中的倒退是无害的，其成功解释了为什么地球不下落。但作为全局解释，该理论则失败了，因为其在每一步都不得不假设而不是解释有另一种不下落的事物。其无法解释为什么根本没有任何东西在下落。
有观点认为，在某些特殊情况下，即使是全局解释，无限倒退也可以是无害的，或者说不具有失败解释逻辑恶性的。这种观点基于逻辑恶性的传导性（Transmission），如果想要解释 {\displaystyle X} 属于 {\displaystyle F}，则其原因是因为 {\displaystyle Y} 属于 {\displaystyle F}，故 {\displaystyle F} 这一属性是由 {\displaystyle Y} 传导至 {\displaystyle X} 的。问题在于，要想传导某个性质 {\displaystyle F}，必须首先确定该对象拥有这个性质，所以拥有这个性质这件事本身是被假设而非被解释的。例如，在一个假定的思维实验中，一间公寓的客房住着客人 {\displaystyle A}，当我们询问客人 {\displaystyle A} 他的居住权从何而来时，他回答道居住权是由客人 {\displaystyle B} 赠予的，而客人 {\displaystyle B} 的居住权则是由客人 {\displaystyle C} 赠予，以此往复，每一任客人的居住权均是由前任赠予的。这种解释显然是不令人满意的，因为每一次赠予都预设了前一任客人拥有客房的最初所有权。
然而，在对失败解释的非传导性解释（Non-Transmissive Explanations）中，{\displaystyle Y} 仍然是 {\displaystyle X} 属于 {\displaystyle F} 的原因，并且 {\displaystyle Y} 也属于 {\displaystyle F}，但这只是一个偶然的事实。这种思路被用以论证认识论的倒退并非恶性。例如，在贝叶斯认识论的观点当中，证成性或证据可以用一个信念提高另一个信念为真的概率来定义。前一个信念可能是正当或证成的，但这与解释为什么后一个信念是正当或证成的在本体层面上没有关系，而是类似于一种提高后者被确信的概率的因子。

## 对于无限倒退的回应
哲学家们以各种方式回应无限倒退论证。例如，可以通过否认涉及无限倒退来为被批评的理论辩护；无限主义者接受倒退但否认其是恶性的 ；或是修改理论以避免倒退。本段将主要聚焦于两种常用的回应策略，即基础主义与融贯主义。

### 基础主义
哲学传统上，对于无限倒退最为常见的回应是基础主义，该主义认为，在无限倒退序列中存在一个起始元素（或称之为基础元素；亦可换言之为起始对象或起始实体），所有其他元素基于这个起始元素而产生，但这个起始元素本身不通过无限倒退中的规则得到解释，而是需要附加解释使得其具有基础性。因此，从一个无限倒退序列中的任意位置开始进行论证，均可以最终追溯至一个基础元素，而这个基础元素是不受递归原则所约束的。通过这种方式，可以避免无限倒退现象。
这一个观点在认识论中十分经典，认识论的基础主义理论认为，除了以来其他信念来征程的推理性信念之外，存在一些信念是非推理性的证成信念（Non-Inferentially Justified Beliefs），换言之，这些信念并不需要其他的信念来证成。非推理性的自明信念构成了所有推理性信念的超结构基础。简而言之，认识论的基础主义强调，存在一些无需推理或者不仰赖其他信念的信念，这些信念构成了整个知识体系的基础。这样，基础主义便可通过找到这些基本的、并非推理的信念来解决认识论的无限倒退问题，进而确保整个理论体系的稳定性和证成性。
另一方面，基础主义在形而上学领域也存在论述，论述主要涉及本体论的层级问题。在论述中存在一种观点认为，有些实体存在于比其他实体更基本的层次之上，而后者依赖于或基于前者。形而上学基础主义（Metaphyscial Foundationlism）主张，这种依赖关系并不会形成无限倒退，因为存在一个最基本的层次，而这个层次为所有其他层次的实体的存在提供基础。由此可产生两种解释：（1）不同层次的实体在本体论层面上并不属于同一种存在，因而适用于两个层级的属性不能够跨层级建立无限倒退，故无法构建无限倒退。（2）基础层次对上级层次间的承载关系（Grounding-Relation）属于一种良基关系，故不存在无限倒退现象。

### 融贯主义
融贯主义，一般为认识论领域内对无限倒退的一种回应学说。融贯主义主张，通过某种整体性解释，通常为将一个无限倒退中所涉及的所有实体或对象视作一个互相关联的网络而非线性序列从而在结构上消解无限倒退现象。例如，融贯主义认识论认为信念之所以证成，是因为信念间存在关联性，这种关联性并非无限倒退中由递归原则所支配的关系，而是每个信念均可以与大于一个的信念间产生关联，这些信念间彼此融贯，互相提供证成。融贯主义可以被表述为以整体证成性而非具体证成性的理论，整体证成性指将整个信念系统视作一个整体，倘若这个整体可以证成，则其中的任何信念均可以被证成，这与认识论无限倒退中假定的单一信念的证成性不同。在整体证成性中，每一个具体的信念的证成性均是由整个信念系统所提供的，而非由其他的具体信念来提供 。美国哲学家劳伦斯·邦乔尔是这一学说的著名辩护者。